# Rudolf Nissen
Pour les articles homonymes, voir Nissen.
Rudolf Nissen, né le 5 septembre 1896 à Neisse, en Haute-Silésie allemande et mort le 22 janvier 1981 à Riehen, en Suisse, est un chirurgien juif fuyant le nazisme en 1933. Après Munich et Berlin, il fait une grande carrière de chirurgien thoracique en Turquie (Istanbul), puis aux États-Unis (Boston, New-York) et enfin en Suisse (Bâle). Il est l'auteur de plusieurs techniques chirurgicales innovantes, dont la plus connue est la fundoplicature de Nissen, réservée aux cas rebelles de reflux gastro-oesophagien. 

## Biographie

### En Allemagne
Né en 1896, fils de chirurgien, il fait ses études de médecine à l'Université de Breslau. Durant la première guerre mondiale, il sert comme médecin militaire sur plusieurs fronts, il fut blessé plusieurs fois. Il termine ses études de chirurgie à l'hôpital universitaire de Fribourg. 
En 1921, il devient l'assistant et le meilleur élève de Ferdinand Sauerbruch, un des pionniers de la chirurgie thoracique, d'abord à Munich puis, en 1927, à l'hôpital Charité de Berlin. En 1930, il est médecin-chef dans cet hôpital et professeur à l’université Humboldt de Berlin. En 1931, il acquiert une renommée internationale en chirurgie thoracique en réalisant avec succès la première pneumonectomie,. 
Il avait décidé de quitter l’Allemagne si les nazis arrivaient au pouvoir. Le 31 janvier 1933, il refuse, en tant que juif, d’occuper une « position d’exception » parmi les universitaires persécutés en raison de leurs origines.
Le 31 mars, un jour avant le « boycott des magasins juifs », Nissen quitte  l’Allemagne après avoir demandé à Sauerbruch de le révoquer. Celui-ci, espérant que les choses s’arrangeraient, accorda à Nissen un « congé pour études ». Nissen revient brièvement en Allemagne pour épouser Ruth Becherer. Pendant le voyage de noces à Paris, il fut informé qu’il devait se rendre à Zurich et entamer des négociations avec l'association suisse de soutien aux scientifiques en exil, la « Charity Association for German Scientists in Exile », à propos d’une chaire à Istanbul.

### En Turquie (1933-1939)
La nouvelle république de Turquie, fondée en 1923, modernisait son système de santé. En 1931, elle avait demandé à des universitaires suisses d'évaluer l'Université d'Istanbul et de suggérer des réformes. En 1933, le président Atatürk annonce une grande réforme universitaire en Turquie, la même année le cabinet Hitler promulgue la loi sur la restauration de la fonction publique en Allemagne, permettant de destituer les juifs.  La Turquie fut ainsi l'un des premiers pays à accueillir les scientifiques Allemands fuyant le nazisme, et ce d'autant plus que beaucoup ne pouvaient émigrer aux États-Unis, à cause des lois américaines sur l'immigration, restrictives durant cette même période. 
Le 1er octobre 1933, Nissen devient professeur de chirurgie et directeur de clinique chirurgicale à l’université d’Istanbul. En 1969, il écrivit dans ses mémoires à propos de ses étudiants : « Ils étaient intéressés, très intelligents pour la plupart et d’une politesse irréprochable. Environ la moitié étaient dans l’armée ; après l’examen final ils devenaient médecins militaires. Mais même la plus grande partie des étudiants civils voyait ses études payées par l’État, en contrepartie d’un engagement de dix ans comme médecins de la fonction publique en Asie Mineure. »
En 1935, Nissen, mis en disponibilité pour deux ans par l’université de Berlin, demande à celle-ci qu’elle soit prolongée, mais l’université refusa. Son autorisation d’enseigner devint de fait caduque, mais les autorités turques passaient contrat avec les scientifiques exilés, en leur demandant d'apprendre suffisamment le turc pour pouvoir, en 3 à 5 ans, publier directement dans cette langue.  
Rudolf Nissen ne travaillait pas seulement dans sa clinique à Istanbul mais « se déplaçait aussi dans les villes et les villages d’Anatolie où il opérait en général gratuitement ou formait du personnel médical ». Avec la permission de l'université d'Istanbul, un avion militaire est mis à sa disposition, pour des consultations chirurgicales en Grèce, en Égypte et en Union Soviétique. 
L'universitaire allemand Herbert Scurla, chargé d'un rapport nazi sur les scientifiques exilés en Turquie,  écrivit à son sujet : « Fait de la propagande contre le IIIe Reich ». 
En 1938, à l'expiration de son contrat avec la Turquie, Nissen accepte de rester à Istanbul à la demande du recteur de l’université et du Premier ministre turc. En 1939, atteint d'un abcès du poumon, dû à projectile laissé en place durant la première guerre mondiale, il est obligé de se mettre en congé.  

### Aux États-Unis (1939-1951) et en Suisse (1951-1981)
Il décide alors de se rendre, avec sa famille, aux États-Unis pour se soigner. Il accepte un poste au General Hospital à Boston en 1940. Après avoir occupé plusieurs postes dans différents hôpitaux, il est nommé professeur à l’université de Long Island à New York en 1948. 
La même année, il est appelé en consultation auprès d'Albert Einstein, atteint d'un important anévrisme de l'aorte, qui refusa d'être opéré, arguant qu'il avait vécu assez longtemps pour ne pas avoir à subir les conséquences d'une chirurgie grave et hasardeuse. D'autres prétendent qu'Einstein fut opéré cette année là de polypes intestinaux, que l'anévrisme fut découvert à cette occasion, et que Nissen l'enveloppa de cellophane pour limiter son expansion (technique expérimentée chez l'homme en 1943).  Nissen fut appelé une seconde fois en 1955, mais Einstein refusa encore une opération, disant qu'à 76 ans il ne voulait pas prolonger artificiellement sa vie. 
En 1951, Nissen choisit de retourner en Europe, non pas en Allemagne, mais en Suisse, où il obtient une chaire de chirurgie à l’université de Bâle en 1952, jusqu’à son éméritat en 1967. Il meurt en 1981. 

## Travaux.
Rudolf Nissen a publié plus de 30 ouvrages de chirurgie dont 4 en turc, et 450 articles de chirurgie dont 62 en turc. Il laisse son nom à une dizaine de techniques opératoires en chirurgie thoracique, les plus importantes étant mentionnées ci-après.
Il est le premier à réussir l'ablation du tout ou d'une partie d'un poumon chez l'homme (pneumectomie, lobectomie).  La première pneumectomie fut faite en 1931, chez une fillette de 12 ans, victime d'un écrasement traumatique du thorax avec suppuration chronique d'un poumon. La patiente survécut plusieurs années.
Avant son arrivée, la clinique chirurgicale de l'université d'Istanbul réalisait 190 interventions par an. Sous sa direction, elle en effectue 1500 dès la première année. Nissen propose la construction d'un nouveau bâtiment hospitalier selon ses propres recommandations. Il sera inauguré en 1943.

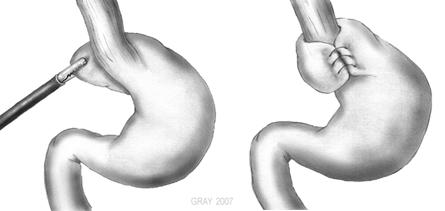
fundoplicature de Nissen

En 1937, il réalise une résection du cardia par voie transthoracique avec repliement de l'estomac restant. 
En 1949, il réussit la première œsophagectomie (ablation d'une partie de l'œsophage).
Il est connu pour avoir mis au point, en 1955-1956, l'opération qui porte son nom, la fundoplicature de Nissen, un traitement chirurgical du reflux gastro-œsophagien.  Réservée à des cas particuliers, rebelles aux traitements médicaux, l'opération consiste à enrouler une partie du fundus gastrique autour du segment inférieur de l'œsophage.
En 1983, il est fait docteur honoraire, à titre posthume, de l'Université Hacettepe de Turquie. 
En 1996, un congrès de chirurgie est organisé en son honneur par l'Université d'Istanbul.